# 薩克薩山
11°32′09″S 76°26′30″W / 11.53583°S 76.44167°W
薩克薩山（Saqsa），是秘魯的山峰，位於該國中南部利馬大區，由瓦羅奇里省的萬薩區負責管轄，屬於安地斯山脈的一部分，海拔高度4,800米。